# Philonotis byssiformis
Philonotis byssiformis är en bladmossart som beskrevs av C. Müller in Bescherelle 1880. Philonotis byssiformis ingår i släktet källmossor, och familjen Bartramiaceae. Inga underarter finns listade i Catalogue of Life.